# ISO 3166-2:TK
Kódy ISO 3166-2 pro Tokelau neidentifikují žádné regiony (stav v roce 2015).